# Ондерков потік
Ондерков потік (словац. Onderkov potok) — річка; ліва притока Бачковського потоку, протікає в окрузі Требишів.
Довжина приблизно 4.7-5.4 км. Витік знаходиться в масиві Солоні гори (геоморфологічна підодиниця Мошник) на висоті приблизно 585 метрів.
Протікає територією села Бачков. Впадає в Бачковський потік на висоті приблизно 210 метрів.